# Balázsi Gergely
Balázsi Gergely (néhol Balázsy György) (Kolta, 1811. július 31. – Nagycétény, 1889. július 17.) szentszéki jegyző, esperes, plébános.

## Élete
Baláss János és Horváth Zsuzsanna fia. Testvérei voltak Gergely (1810), Móric (1818) és Ambrus (1821). 1833-ban végzett teológiát a pesti főszemináriumban.
1834. augusztus 10-én Esztergomban szentelték áldozópappá. Segédlelkész Szőgyénben, majd Udvardon. Lichtenstein herceg udvari papja. 1837. szeptember 15-től a 3. (Ferdinánd de Este) huszárezred tábori lelkésze. 1845. augusztus 7-től Kopácsy József esztergomi szentszéki jegyzője.
Szentszéki jegyzőként a Komáromba induló esztergomi nemzetőrök számára misézett 1848. szeptember 9-én, s ennek keretében lelkesítő beszédet is intézett hozzájuk. 1848. szeptember 18-án szentmisét mondott és lelkesítő beszédet intézett a Pálóczy Tamás százados vezetése alatt táborba induló önkéntes századhoz. Palkovics Károly kormánybiztos 1849. június 25-én kelt jelentésében az osztrákok által üldözött, tántoríthatatlan hazafiként jellemezte.
Mivel Hám János nem foglalta el az esztergomi érsekséget Birkés György bajtai plébánost nem nevezték ki Nagycéténybe. 1850. október 2-tól nagycétényi plébános. 1862-ben az MTA javára (székház építése) adakozott. 1865-től esperes. 1888-ban lemondott javadalmáról. 1875-ben ő áldotta meg a helyi Szentháromság-szobrot.
Egy beszédét 1937-ben Novák Lajos kanonok (korábbi segédlelkésze) ajándékozta a Hadtörténeti Múzeumnak. Alatta szolgált káplánként Simor Mór későbbi nagycétényi plébános is.
Az 1911-es vizitáció szerint szolgálata alatt a plébániája tönkrement.